# عملية خفية

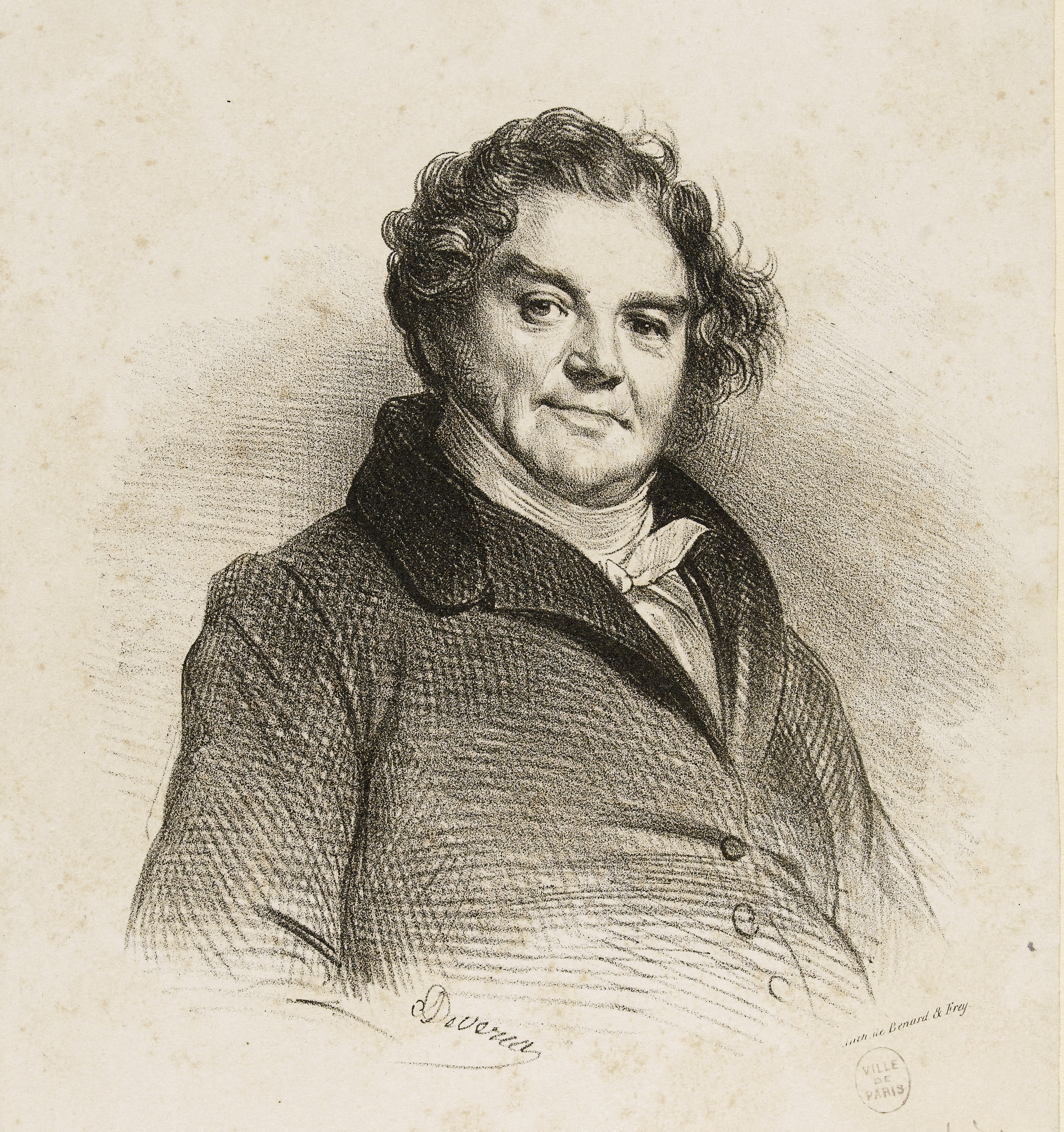
صورة لإوجين فرانسوا فيدوك، عالم الجريمة الرائد ومؤسس إحدى وحدات الشرطة السرية الأولى في أوائل القرن التاسع عشر.

عملية سرية هو تجنب الكشف من قبل الكيان الذي يلاحظه المرء، ولا سيما إخفاء هويته الخاصة أو استخدام هوية مفترضة لأغراض اكتساب ثقة فرد أو مؤسسة لتعلم أو تأكيد معلومات سرية أو للحصول على ثقة الأفراد المستهدفين من أجل جمع المعلومات أو الأدلة. تقليديا، إنها تقنية تستخدمها وكالات إنفاذ القانون أو المحققون الخاصون، ويشار عادة إلى الشخص الذي يعمل في هذا الدور بأنه وكيل أو عميل سري.

## التاريخ
تم استخدام العمل السري بطرق متنوعة على مدار التاريخ، ولكن أول برنامج تم تنظيمه، ولكن بشكل غير رسمي، تم استخدامه لأول مرة في فرنسا من قبل فرانسوا فيدوك في أوائل القرن التاسع عشر، بدءًا من أواخر الإمبراطورية الأولى وحتى استعادة بوربون. في نهاية عام 1811، أنشأ فيدوك وحدة ملابس مدنية غير رسمية هي " لواء الأمن، والتي تم تحويلها لاحقًا إلى وحدة شرطة أمنية تابعة لولاية الشرطة. كان لدى Sûreté في البداية ثمانية ثم 12، وفي عام 1823، كان هناك 20 موظفًا. بعد سنة، توسعت مرة أخرى إلى 28 عميل سري. بالإضافة إلى ذلك، كان هناك ثمانية أشخاص يعملون سراً في Sûreté، لكن بدلاً من الحصول على راتب، حصلوا على تراخيص لقاعات المقامرة. كان جزء كبير من مرؤوسي فيدوك مجرمين سابقين مثله.
قام فيدوك بتدريب عملائه شخصيًا، على سبيل المثال، في اختيار التنكر الصحيح بناءً على نوع الوظيفة. ذهب بنفسه للبحث عن المجرمين أيضا. مذكراته مليئة بقصص حول كيف تغلب على المحتالين بالتظاهر بأنه متسول أو ديوث قديم.
في إنجلترا، تم إنشاء أول قوة شرطة حديثة في عام 1829 من قبل السير روبرت بيل كشرطة العاصمة لندن. منذ البداية، استخدمت القوة من حين لآخر رجالًا يرتدون ملابس مدنية، لكن كان هناك الكثير من القلق العام من أن هذه السلطات كانت تستخدم لغرض القمع السياسي. ويرجع ذلك جزئيا إلى هذه المخاوف، تتطلب 1845 أوامر الشرطة الرسمية عن العمليات السرية ليؤذن على وجه التحديد من قبل المشرف. في عام 1869 فقط، أنشأ مفوض الشرطة إدموند هندرسون قسمًا رسميًا للباحثين في ملابس مدنية.

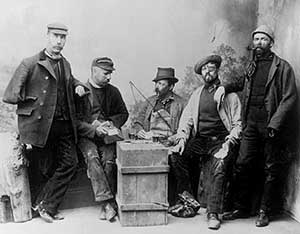
فرع المباحث الخاص في عملية سرية في رصيف لندن، 1911.